# Дутли, Ральф
Ральф Дутли (нем. Ralph Dutli, 25 сентября 1954, Шаффхаузен) — швейцарский филолог, поэт, эссеист, биограф, переводчик на немецкий и французский языки.

## Биография
Изучал романскую и русскую филологию в Цюрихском университете и в Сорбонне. В 1982—1994 жил в Париже, где, среди прочего, защитил докторскую диссертацию (1984). Впоследствии жил в Гейдельберге.

## Творчество
Дутли принадлежат книги немецкоязычных стихов Notizbuch der Grabsprüche (Тетрадка эпитафий, 2002), Novalis im Weinberg (Новалис в винограднике, 2005), Salz zu Salz (Соль на соль, 2007), сборники эссе о творчестве Мандельштама Europas zarte Hände (Нежные руки Европы, 1995), о поэтах и поэзии Nichts als Wunder. Essays über Poesie (Только чудо, 2007), роман о Хаиме Сутине (Последнее странствие Сутина, 2016). В 2019 году в русском переводе вышли две книги Дутли, посвященные культурному значению оливкового дерева и медоносных пчел в европейской истории.
Как переводчик он наиболее известен переводами полного собрания сочинений О.Мандельштама, произведений М.Цветаевой, И.Бродского. Также переводил на немецкий средневековую французскую шуточную поэзию, лирику Луизы Лабе, Джона Донна, Джорджа Херберта и др. С немецкого на французский Дутли переводил стихи И.Бобровского.

## Публикации на русском языке
- Век мой, зверь мой. Осип Мандельштам. Биография. / Пер. с нем. Константина Азадовского. — М.: Академический проект, 2005
- Муха в янтаре (Перевод как магический акт. Заметки о поэтике перевода)
- Последнее странствие Сутина: Роман / Пер. с нем. Алексея Шипулина. — СПб.: Издательство Ивана Лимбаха, 2016
- Дивная олива: Краткое культурологическое исследование / Пер. с нем. Святослава Городецкого. — СПб.: Издательство Ивана Лимбаха, 2019
- Песнь о меде: Культурологическое исследование пчел / Пер. с нем. Святослава Городецкого. — СПб.: Издательство Ивана Лимбаха, 2019

## Признание
Лауреат многочисленных премий, среди которых премия Иоганна-Генриха Фосса за перевод, присужденная Немецкой академией языка и поэзии (2006), Дюссельдорфская литературная премия (2014) и Премия Эриха Фрида (2018).